# Leptocerus atiraskrita
Leptocerus atiraskrita är en nattsländeart som beskrevs av Schmid 1987. Leptocerus atiraskrita ingår i släktet Leptocerus och familjen långhornssländor. Inga underarter finns listade i Catalogue of Life.